# Ligne de tramway 64 (Anvers)
La ligne 64 est une ancienne ligne du tramway vicinal d'Anvers de la Société nationale des chemins de fer vicinaux (SNCV) qui reliait Anvers à Wuustwezel entre 1887 et 1968.

## Histoire
15 juillet 1887 : mise en service entre Anvers et Brasschaat Village; écartement du Cap (1 067 mm); traction vapeur; exploitation par la société des Vicinaux anversois (VA); capital 22.
1er octobre 1888 : extension vers Brasschaat Polygoon.
3 janvier 1890 : extension de Brasschaat Polygoon vers Wuustwezel Frontière; établissement de service directs jusque Breda.
18 mai 1909 : électrification entre Merksem Oude Barreel et Brasschaat Village, section Anvers - Merksem Oude Barreel déjà électrifiée pour la ligne Anvers - Schoten.
15 juillet 1912 : électrification entre Brasschaat Village et Brasschaat Polygoon.
1919 : mise à l'écartement métrique (1 000 mm).
1920 : reprise de l'exploitation par la SNCV.
23 décembre 1952 : électrification entre Brasschaat Polygoon et Wuustwezel Frontière.
Le 1er octobre 1966, la section Brasschaat De Borrekenslei - Wuustwezel Frontière est supprimée et remplacée par un service d'autobus.
4 mai 1968 : suppression, remplacement par un autobus sous l'indice 64.